# Kanton La Trimouille
Kanton La Trimouille (fr. Canton de la Trimouille) je francouzský kanton v departementu Vienne v regionu Poitou-Charentes. Skládá se z osmi obcí.

## Obce kantonu
- Brigueil-le-Chantre
- Coulonges
- Haims
- Journet
- Liglet
- Saint-Léomer
- Thollet
- La Trimouille